# Włodzimierz Burzyński
Włodzimierz Stanisław Burzyński (ur. 29 kwietnia 1900 w Przemyślu, zm. 17 lipca 1970 w Gliwicach) – polski inżynier teoretyk budownictwa, profesor Politechniki Lwowskiej, po wojnie Politechniki Śląskiej w Gliwicach.

## Życiorys
Urodził się w rodzinie pieczętującej się szlacheckim herbem Trzywdar jako syn Mariana Jana Tomasza, astronoma i fizyka, i Wandy z Rutkowskich. W 1910 ukończył w Przemyślu szkołę powszechną, w 1918 II Gimnazjum im. J. Słowackiego, po czym zapisał się na Wydział Inżynierii Lądowej i Wodnej Politechniki Lwowskiej. W czasie wojny polsko-ukraińskiej ochotniczo zaciągnął się do polskiego wojska, walczył do 16 grudnia 1918 w Kompanii Studenckiej 10 Pułku Piechoty w Przemyślu. Uczestniczył w obronie Lwowa w 1918, akcji plebiscytowej na Spiszu i Orawie (czerwiec-lipiec 1920), wojnie polsko-bolszewickiej (od 14 sierpnia 1920), następnie w III powstaniu śląskim w 6 Pułku powstańców (od 2 maja do 26 lipca 1921). Będąc jeszcze studentem, w 1924 został powołany na młodszego asystenta w Katedrze Mechaniki. W czerwcu 1925 na Oddziale Drogowym Wydziału Komunikacyjnego Politechniki Lwowskiej uzyskał dyplom inżyniera budowy dróg i mostów. 5 maja 1928 na podstawie rozprawy Studium nad hipotezami wytężenia uzyskał stopień doktora nauk technicznych. W latach 1929–1930 studiował w Getyndze i Zurychu. Od 1930 był zastępcą profesora w Katedrze Mechaniki Ogólnej Wydziału Inżynierii Lądowej i Wodnej Politechniki Lwowskiej. W 1933 na podstawie pracy habilitacyjnej O rozwinięciu potencjału sprężystości i zastosowaniach uzyskał stopień doktora habilitowanego z prawem wykładania (venia legendi) mechaniki kontinuów. W 1934 mianowany profesorem nadzwyczajnym mechaniki technicznej, dziekan Wydziału Mechanicznego w roku akademickim 1938/39 i wybrany w lipcu 1939 na rok akademicki 1939/1940.
W okresie sowieckiej okupacji Lwowa nadal prowadził działalność naukową. W sierpniu 1940 był gościem Wszechzwiązkowego Komitetu ds. Nauki ZSRR w Moskwie, kierował katedrą wytrzymałości materiałów i był zastępcą dyrektora Lwowskiego Instytutu Politechnicznego. W czasie okupacji hitlerowskiej, w latach 1942–1944 kierował oddziałem mechanicznym Państwowych Technicznych Kursów Zawodowych. Aresztowany przez NKWD 4 stycznia 1945, zwolniony 10 lipca 1945, powrócił do pracy na PLw.
Zmuszony do wyjazdu ze Lwowa 13 lipca 1946 przybył do Gliwic, i objął kierownictwo dwóch katedr mechaniki na Wydziale Mechanicznym i Inżynieryjno-Budowlanym Politechniki Śląskiej. Był organizatorem Laboratorium Wytrzymałości Materiałów i współorganizatorem Laboratorium Metaloznawstwa na Wydziale Mechanicznym. 25 marca 1948 uzyskał tytuł profesora zwyczajnego.
Od listopada 1949 na skutej ciężkiej choroby został wyłączony z aktywnej pracy naukowej i dydaktycznej.
Przed wojną był projektantem mostu łukowego żelbetowego na Sole w Tresnej-Czernichowie (1934–1936) o rekordowej wówczas w Polsce rozpiętości przęsła równej 76,054 m, pięciu mostów na dopływach Soły, konstrukcji żelbetowych wież zasuw zapory w Porąbce i jednym z projektantów przełożonej drogi Żywiec–Kęty.
W 1950 został członkiem Komisji Nauk Technicznych Polskiej Akademii Umiejętności, a w 1951 – członkiem Warszawskiego Towarzystwa Naukowego. W 1958 był członkiem założycielem Polskiego Towarzystwa Mechaniki Teoretycznej i Stosowanej (w 1966 jako pierwszy otrzymał godność członka honorowego PTMTS).
Od 15 lutego 1925 był mężem Ireny Wandy z Walkowiczów (1904–1991), z którą miał synów Macieja (ur. 1929) i Jacka (ur. 1931).
Zmarł w Gliwicach, pochowany na miejscowym cmentarzu komunalnym (sektor C2-18-4).

## Odznaczenia
- Śląska Wstęga Waleczności i Zasługi I klasy
- Medal Dziesięciolecia Odzyskanej Niepodległości
- Brązowy Medal za Długoletnią Służbę

Źródło:.

## Nagrody
- Nagroda Państwowa III stopnia za prace naukowe w dziedzinie mechaniki technicznej (1951)[8]

## Upamiętnienie
Z inicjatywy wychowanków Wydziału Budownictwa Politechniki Śląskiej, 10 lipca 2020 w Czernichowie na wschodnim przyczółku, stanowiącym pozostałość mostu nad rzeką Sołą sprzed II wojny światowej, odbyło się uroczyste odsłonięcie i poświęcenie monumentu upamiętniającego profesora Włodzimierza Burzyńskiego.